# Quadrato delle opposizioni

Quadrato delle opposizioni
Nel Diagramma di Venn, le aree nere sono vuote e le aree rosse sono non-vuote.
Le frecce grigio chiare e le aree rosso chiare sono applicate nella logica tradizionale.

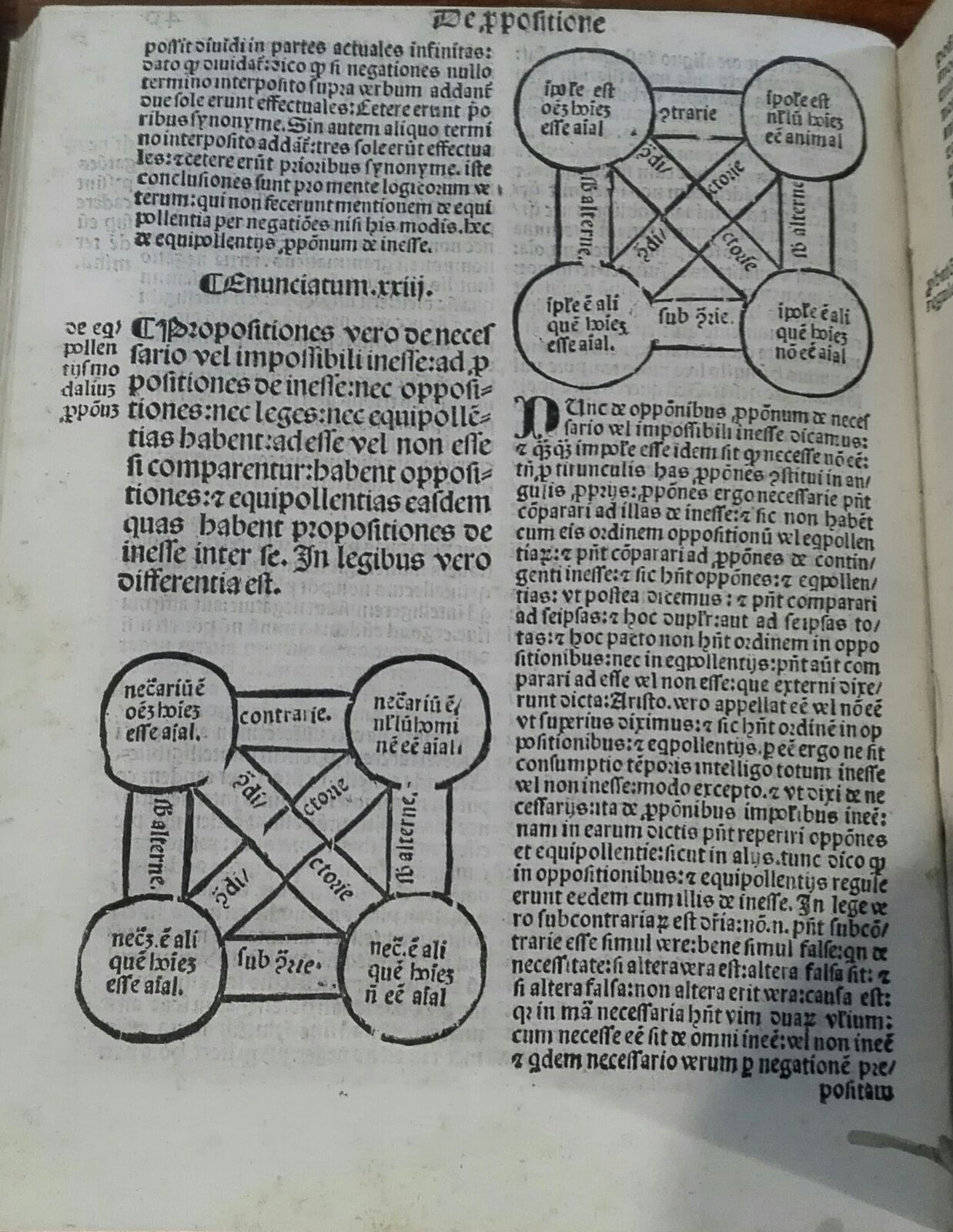
Quadrato aristotelico nel Dialectica Ludicra (Agostino Nifo, 1521, Convitto "A. Nifo")

Nella logica aristotelica, il quadrato delle opposizioni è un diagramma che rappresenta i diversi modi in cui ciascuna delle quattro tipologie di proposizioni del suo sistema è logicamente correlata, per via di opposizione, alle altre. Il sistema è anche utile per l'analisi dei sillogismi, perché serve ad identificare le conversioni logiche consentite da un tipo all'altro.
Pietro Ispano, Eulero (1768), Gergonne (1816), J. A. Faris (1955) analizzarono il sillogismo su basi logiche rigorose, fornendo l'elenco di quelli validi e di quelli non validi.

## Logica aristotelica

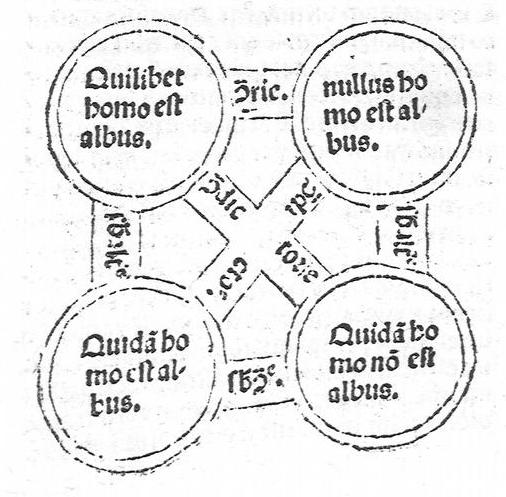
Dipinto del XV secolo

Nella logica classica, una proposizione (in latino: propositio) è l'insieme di parole che costituiscono un'affermazione (enunciativa oratio), a prescindere quindi dal significato di questa affermazione, come accade nella moderna filosofia del linguaggio. Una proposizione categorica è una proposizione semplice contenente due termini, soggetto e predicato, in cui il predicato è o affermato o negato del soggetto.
Ogni proposizione categorica può essere ridotta ad una delle quattro seguenti forme logiche:
- La cosiddetta proposizione 'A', l'universale affermativa (universalis affirmativa), la cui forma in latino è 'omne S est P', di solito tradotto come 'ogni S è un P'.
- proposizione 'E', l'universale negativa (negativa universalis), forma latina 'nullum S est P', di solito tradotto come 'nessun S è P'.
- la proposizione 'I', la particolare affermativa (particularis affirmativa), latino 'quoddam S est P', di solito tradotto come 'alcuni S sono P'.
- la proposizione 'O', la particolare negativa (particularis negativa), latino 'quoddam S non est P', di solito tradotto come 'alcuni S non sono P'.

In formato tabellare, abbiamo:
| Nome                    | Simbolo | Latino               | Italiano                          |
| ----------------------- | ------- | -------------------- | --------------------------------- |
| Universale affermativa  | A       | Omne S est P.        | Ogni S è P. (Tutti gli S sono P.) |
| Universale negativa     | E       | Nullum S est P.      | Ogni S non è P. (Nessun S è P.)   |
| Particolare affermativa | I       | Quoddam S est P.     | Qualche S è P.                    |
| Particolare negativa    | O       | Quoddam S non est P. | Qualche S non è P.                |

Nei capitoli 6 e 7 del  Peri Hermeneias (Περὶ Ἑρμηνείας, latino De interpretatione), Aristotele afferma che tra questi quattro tipi di proposizione esistono relazioni logiche precise. 
Tra le proposizioni in rapporto di 'contraddizione', ogni affermazione e la sua negazione sono 'opposte' tali che una di loro deve sempre essere vera, mentre l'altra è falsa. Chiama con la parola 'contraddizione' (in latino medievale, contradictio) una coppia di affermazioni, di cui una è positiva e l'altra negativa. Esempi di contraddizioni sono 'ogni uomo è bianco' e 'qualche uomo non è bianco', oppure la coppia 'nessun uomo è bianco' e 'qualche uomo è bianco'.
Le proposizioni dichiarative dette 'contrarie' (medievale: contrariae), sono tali che entrambe non possono, allo stesso tempo, essere vere. Esempi di queste sono l'universale affermativa 'ogni uomo è bianco', e l'universale negativa 'nessun uomo è bianco'. Tuttavia, queste non sono contraddittorie perché entrambe possono essere false. Ad esempio, è falso che ogni uomo è bianco, dal momento che alcuni uomini non sono bianchi. Ma è anche falso che nessun uomo è bianco, dal momento che ci sono alcuni uomini bianchi.
Dal momento che per ogni proposizione dichiarativa esiste una proposizione opposta (ossia contraddittoria) e dato che una contraddittoria è vera quando il suo opposto è falso, ne consegue che gli opposti di contrari (che i medievali chiamano 'subcontrari', subcontrariae) possono essere entrambi veri ma non possono essere entrambi falsi. Poiché i subcontrari sono negazioni di dichiarazioni universali, sono stati chiamati dichiarazioni "particolari" dai logici medievali.
Un'altra opposizione logica, anche se non indicata esplicitamente da Aristotele, è 'alternanza' (alternatio), costituito da 'subalterna' e 'superalterna'. L'alternanza è una relazione tra una proposizione particolare e la corrispondente universale tale che la proposizione particolare è implicata dall'altra (e implicita in essa). Il particolare è il subalterno dell'universale, che si dice superalterno della particolare. Per esempio, se 'ogni uomo è bianco' è vero, il suo contrario 'nessun uomo è bianco' è falso. Pertanto la contraddittoria 'qualche uomo è bianco' è vera. Allo stesso modo l'universale 'nessun uomo è bianco' implica la particolare 'qualche uomo non è bianco'. Ciò perché nella semantica aristotelica 'ogni A è B' implica 'qualche A è B' e 'nessun A è B' implica 'qualche A non è B'. Si noti che le interpretazioni formali moderne interpretano 'ogni A è B' come 'per ogni x, x è A implica x è B', che non implica che 'qualche x è A'. Si tratta di una questione di interpretazione semantica, però, e non significa, come a volte viene affermato, che la logica aristotelica è errata, ma solo che  quest'ultima assume l'esistenza di almeno un A.
In sintesi:
- le proposizioni dichiarative universali sono contrarie: 'ogni uomo è solo' e 'nessun uomo è solo' non possono essere entrambe vere, anche se una può essere vera e l'altra falsa, ed entrambe possono essere false (se almeno un uomo è solo, oppure se almeno un uomo non è solo).
- le proposizioni particolari sono subcontrarie. 'Qualche uomo è solo' e 'Qualche uomo non è solo', non possono essere false contemporaneamente.
- proposizione particolare (di una qualità) è la subalterna di quella universale, relativa alla stessa qualità, che è la superalterna della particolare.
- L'universale affermativa e il particolare negativo sono contraddittorie. Se qualche A non è B, non ogni A è B. Viceversa, se questo non è accettato nella semantica moderna, si è pensato che se ogni A non è B, A non è certo B. Questa interpretazione ha causato difficoltà (vedi sotto). Mentre Aristotele non rappresenta la particolare negativa come 'alcuni A non sono B', ma come 'non tutti gli A sono B', alcuni commentatori del Peri hermeneias hanno tradotto il particolare negativo come quoddam A non est B, letteralmente 'un certo A non è B', e in ogni notazione della logica medievale è consuetudine rappresentare la proposizione particolare in questo modo.

Queste relazioni divennero la base di uno schema inventato dal filosofo Boezio, e poi usate dai logici medievali per classificare le relazioni logiche. Le proposizioni sono poste nei quattro angoli di un quadrato, e le relazioni tra esse sono rappresentate tracciando altrettante linee, da cui il nome 'quadrato delle opposizioni'.
Valgono le seguenti inferenze:
1. Se A è vera, allora E è falsa, I è vera, O è falsa;
2. Se E è vera, allora A è falsa, I è falsa, O è vera;
3. Se I è vera, allora E è falsa, A e O sono indeterminate;
4. Se O è vera, allora A è falsa, E ed I sono indeterminate;
5. Se A è falsa, allora O è vera, E ed I sono indeterminate;
6. Se E è falsa, allora I è vera, A ed O sono indeterminate;
7. Se I è falsa, allora A è falsa, E è vera, O è vera;
8. Se O è falsa, allora A è vera, E è falsa, I è vera.

Per memorizzare questo schema, i medievali inventarono la seguente rima:
A adfirmat, negat E, sed universaliter ambae;
I firmat, negat O, sed particulariter ambae.
Essa afferma che A ed E non sono né entrambe vere né entrambe false. Lo stesso vale per I ed O. Mentre le prime due sono proposizioni universali, la coppia I/O si riferisce a due proposizioni particolari.
Il Quadrato delle Opposizioni fu utilizzato dal filosofo greco Aristotele per le inferenze logiche: conversione, inversione, contrapposizione. Ognuno di questi tre tipi di inferenza categorica fu applicato alle quattro tipologie di proposizione: A, E, I e O.

### Il problema della portata esistenziale
I subcontrari (I e O), che i logici medievali rappresentavano nella forma quoddam A est B (qualche A è B particolare) e quoddam A non est B (qualche A particolare non è B), non possono essere entrambi falsi, poiché le loro affermazioni universali contraddittorie (nessuna A è B / ogni A è B) non possono essere entrambe vere.
Ciò porta a una difficoltà individuata inizialmente da Abelardo. "Qualche A è B" sembra implicare che "qualcosa è A": in altre parole, esiste qualcosa che è A. Ad esempio, la proposizione "qualche uomo è bianco" sembra implicare che almeno una cosa che esiste è un uomo, con riferimento all'uomo che deve essere bianco, posto che la frase "qualche uomo è bianco" sia vera.
Ora, anche la proposizione "qualche uomo non è bianco" implica che qualcosa in quanto uomo esiste, vale a dire l'uomo che non è bianco, concesso che anche l'affermazione "qualche uomo non è bianco" sia vera.
La logica aristotelica richiede che una di queste affermazioni (più in generale "qualche A particolare è B" e "qualche A particolare non è B") sia necessariamente vera, cioè che non possano essere entrambe false, mentre è possibile che siano entrambe vere quando le dichiarative universali corrispondenti sono entrambe false.
Pertanto, poiché entrambe le affermazioni implicano la presenza di almeno una cosa che è un uomo, ne segue la presenza di un uomo o di più uomini. Tuttavia, come Abelardo sottolineò nella sua Dialectica, gli uomini potrebbero non esistere? 
Abelardo sottolinea anche che i subcontrari contenenti termini soggettivi che non connotano nulla, come "un uomo che è una pietra", sono entrambi falsi.
Terence Parsons (nato nel 1939) sostiene che i filosofi antichi non sperimentarono il problema della portata esistenziale, che avevano solo le forme A (affermativa universale) e I (affermativa particolare).
Egli continua citando il filosofo medievale Guglielmo di Moerbeke (1215–35 - 1286 circa ),:
Inoltre, indica che la traduzione dell'opera di Aristotele da parte di Boezio diede origine all'errata idea che la forma ‘’’O’’’ avesse un significato esistenziale:

## I Quadrati delle opposizioni nella logica moderna
Nel XIX secolo, George Boole ha sostenuto che la portata esistenziale (existential import) fosse imposta per entrambi i termini nelle proposizioni (I e O), cosa che consentiva a tutti i termini di quelle universali (A ed E) di ignorare il problema notato per la prima volta da Pietro Abelardo. Questa decisione rese particolarmente facile l'uso dei diagrammi di Venn per i vari termini logici. Il quadrato delle opposizioni, integrato con questa serie di ipotesi nella logica booleana, è spesso chiamato la versione moderna del quadrato di opposizione. In essa, affermazioni A e O sono contraddittorie, come sono E ed I, ma tutte le altre forme di opposizione cessano di esistere; non ci sono contrarie, subcontrarie o subalterne. Così, da un punto di vista moderno, spesso ha senso parlare dell'opposto di un enunciato, piuttosto che insistere come facevano i logici antichi che una asserzione ha molteplici enunciati opposti, che consisterebbero in diversi tipi di opposizione rispetto all'affermazione iniziale.
Il Begriffsschrift di Gottlob Frege presenta anche un quadrato delle opposizioni, organizzato in maniera quasi identica a quello classico, mostrando i contraddittori, subalterni e contrari tra quattro formule costruite a partire da un quantificatore universale, una negazione e una implicazione.
Il quadrato semiotico di Algirdas Julien Greimas è stato derivato dal lavoro di Aristotele.

## Esagoni logici ed altri bi-simplessi
Il quadrato delle opposizioni è stata esteso ad un esagono logico che comprende le relazioni intercorrenti fra sei tipi affermazioni. È stato scoperto indipendentemente da Paul Jacoby (1950), Augustin Sesmat (1951) e da Robert Blanché (1953, 1966). È stato dimostrato che sia il quadrato che l'esagono, seguiti da un "cubo logico", appartengono a una serie regolare di oggetti n-dimensionali chiamata "simplesso bi-logico di dimensione n. " Il modello può essere ulteriormente esteso..

## Quadrato delle opposizioni (o quadrato logico) e logica modale
Il quadrato logico, detto anche quadrato delle opposizioni o quadrato di Apuleio, ha la sua origine nei quattro tipi di enunciato che si possono impiegare nel ragionamento sillogistico: 'Ogni uomo è bianco', affermativa universale e la sua negazione nessun uomo è bianco (o 'alcuni uomini non sono bianchi'), il negativo particolare, da un lato, 'alcuni uomini sono bianchi', la particolare affermativa e la sua negazione 'Nessun uomo è bianco', il negativo universale dall'altra.

Robert Blanché ha pubblicatato nel 1966 Structures intellectuelles (Parigi, Vrin) e da allora molti studiosi pensano che il quadrato logico o quadrato di opposizione in rappresentanza di quattro valori dovrebbero essere sostituiti dall'esagono logico che rappresenta sei valori, una rappresentazione più potente in grado di spiegare più aspetti su logica e linguaggio naturale.

## Interpretazione insiemistica delle affermazioni categoriali
Nella moderna logica matematica, le affermazioni contenenti le parole "tutto", "alcuni" e "non", possono essere espresse in termini di teoria degli insiemi. Se l'insieme di tutte le forme A è indicato come {\displaystyle s(A)} e l'insieme di tutte le forme B è indicato come {\displaystyle s(B)}, allora vale che:
- "Ogni A è B" (AaB) equivale a ""{\displaystyle s(A)} è un sottoinsieme di{\displaystyle s(B)}", o anche a {\displaystyle s(A)\subseteq s(B)};
- "Nessun A è B" (AeB) equivale a "l'intersezione di  {\displaystyle s(A)} e {\displaystyle s(B)} è vuota", o anche a {\displaystyle s(A)\cap s(B)=\emptyset };
- "Qualche A è B" (AiB)è equivalente a "l'intersezione di {\displaystyle s(A)} e {\displaystyle s(B)} non è vuota", o anche a {\displaystyle s(A)\cap s(B)\neq \emptyset };
- "Qualche A è non-B" è equivalente a "{\displaystyle s(A)} non è un sottoinsieme di {\displaystyle s(B)}", o anche a {\displaystyle s(A)\nsubseteq s(B)}.

Per definizione, l'insieme vuoto è un sottoinsieme di tutti gli insiemi. Da questo fatto ne consegue che, secondo questa convenzione matematica, se non ci sono A, allora le affermazioni "Ogni A è B" e "Nessun A è B" sono sempre vere mentre le affermazioni "Qualche A è B" e "Qualche A non è B" sono sempre false. Ciò implica anche che AaB non comporta AiB, e alcuni dei sillogismi sopra menzionati non sono validi quando non ci sono A ({\displaystyle s(A)=\emptyset }).